# Neococcidencyrtus colynis
Neococcidencyrtus colynis är en stekelart som beskrevs av John S. Noyes 1987. Neococcidencyrtus colynis ingår i släktet Neococcidencyrtus och familjen sköldlussteklar.
Artens utbredningsområde är:
- Ecuador.
- Peru.

Inga underarter finns listade i Catalogue of Life.